# Tsuneyo Toyonaga
Tsuneyo Toyonaga (豊永 常代, Toyonaga Tsuneyo), 21 mai 1894 - 22 février 2008 à Tano, est un supercentenaire japonais, doyen de son pays à sa mort à 113 ans et 2 mois, depuis la mort de Shitsu Nakano le 19 août 2007. Il est à sa mort la cinquième personne la plus âgée au monde, depuis la disparition le 14 novembre 2007 de Bertha Fry à 113 ans. 
Avant sa mort, Toyonaga vivait à Tano dans la préfecture de Kōchi sur l'île de Shikoku.